# Amtsgericht Waldkirch

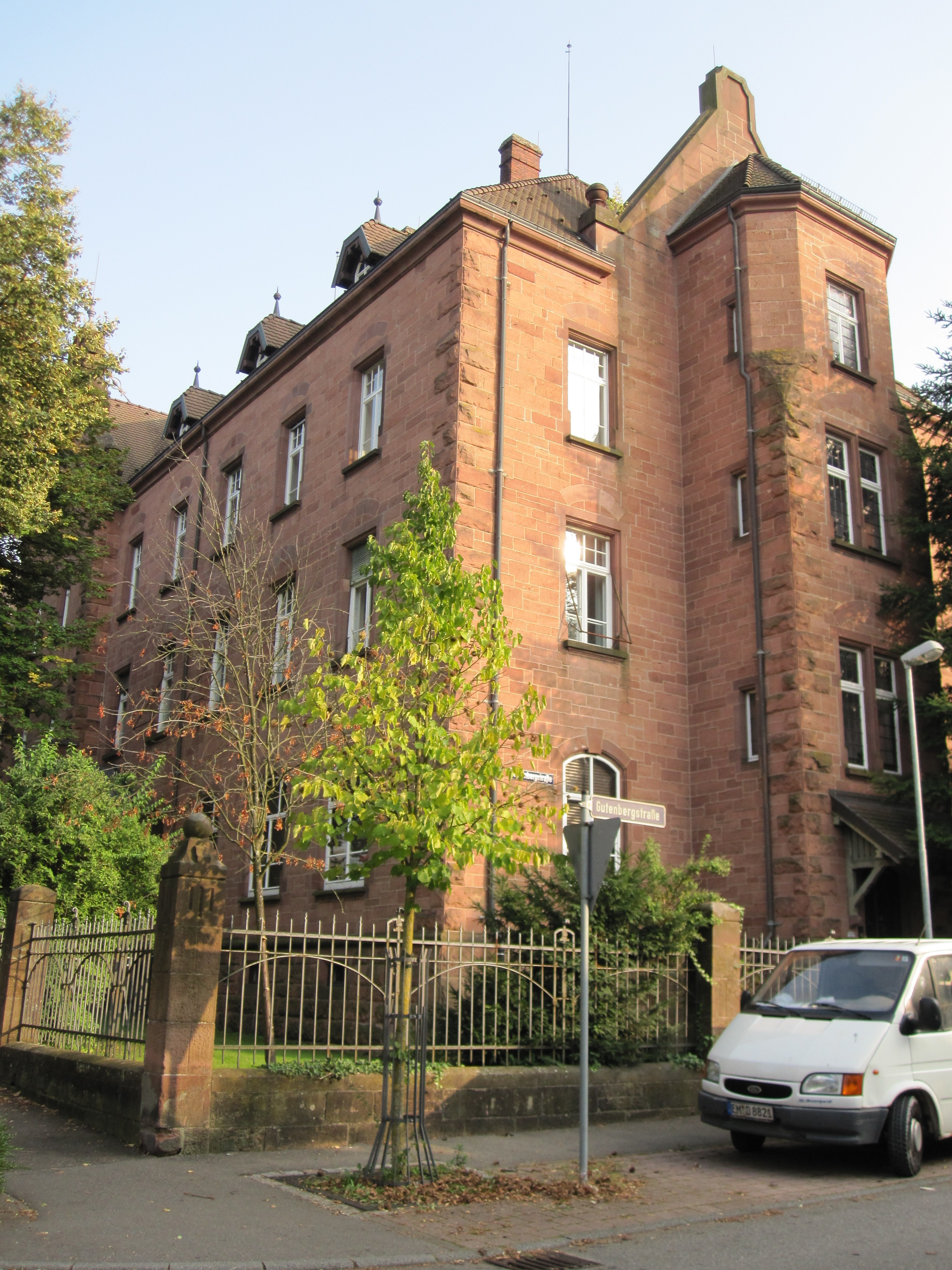
Amtsgericht Waldkirch

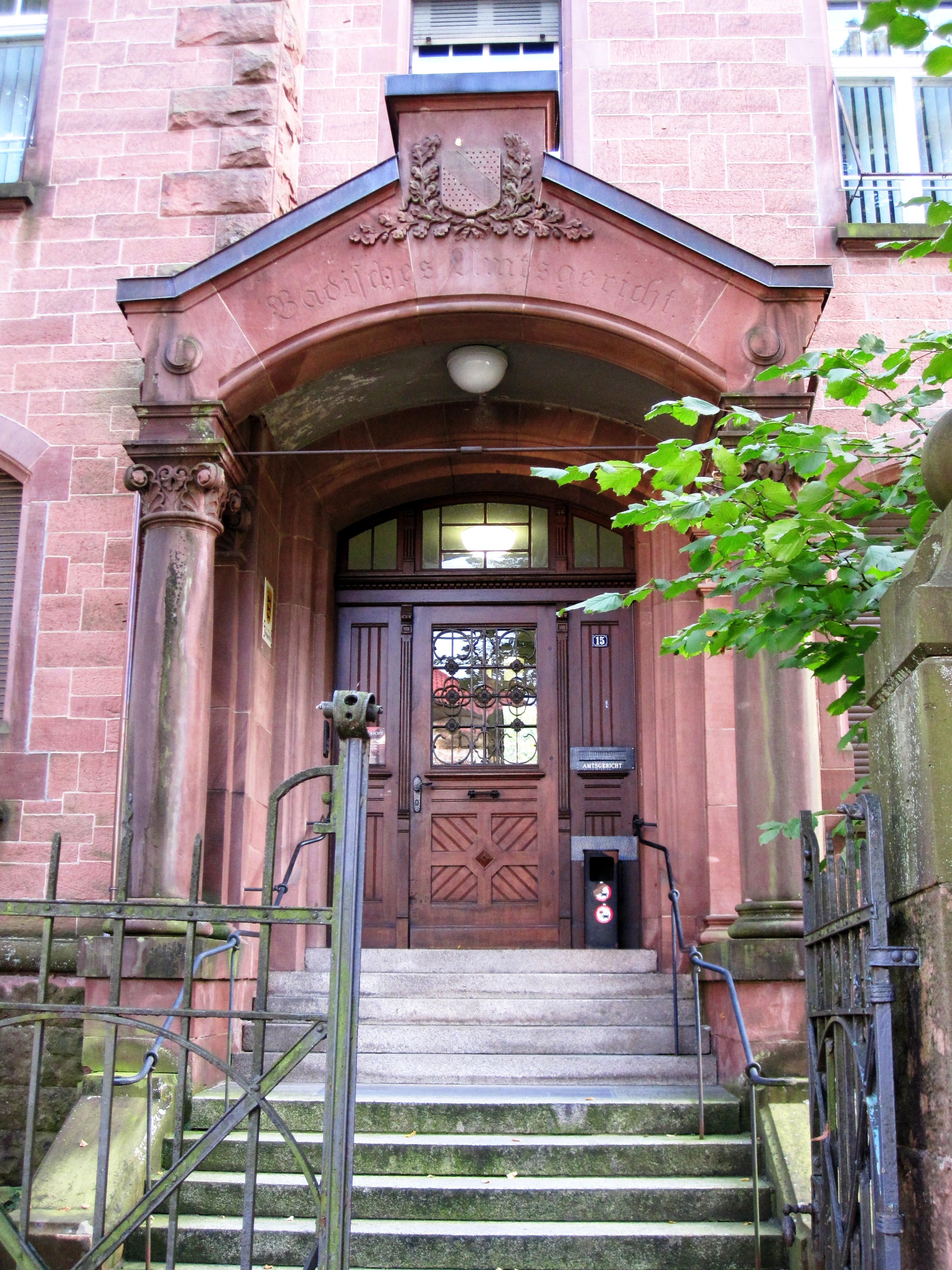
Eingangsportal des Amtsgerichts Waldkirch

Das Amtsgericht Waldkirch ist ein Gericht der ordentlichen Gerichtsbarkeit und eines von zehn Amtsgerichten (AG) im Bezirk des Landgerichts Freiburg.

## Geschichte
Nach der Trennung von Verwaltung und Justiz im Großherzogtum Baden 1857 war das neu geschaffene Amtsgericht zunächst im Gebäude des Bezirksamtes am Marktplatz und ab 1865 im Notariatsgebäude unterhalb des katholischen Pfarrhauses untergebracht. 1906 wurde ein neues Amtsgerichtsgebäude mit einer Haftanstalt in der Freien Straße fertiggestellt, wo das Gericht bis heute untergebracht ist.

## Gerichtssitz und -bezirk
Sitz des Gerichts ist Waldkirch. Der Gerichtsbezirk umfasst die Städte Elzach und Waldkirch sowie die Gemeinden Gutach, Simonswald, Winden und Biederbach. Damit leben im Gerichtsbezirk etwas mehr als 39.000 Menschen.

## Zuständigkeit
Das Amtsgericht Waldkirch ist als erstinstanzliches Gericht in Zivil- und Strafsachen, sowie in Angelegenheiten der freiwilligen Gerichtsbarkeit zuständig. Jedoch ist in Familien-, Schöffen- und Haftsachen das Amtsgericht Emmendingen zuständig.
Für Mahnsachen ist das Amtsgericht Stuttgart und für Landwirtschaftssachen das Amtsgericht Freiburg zuständig.

## Übergeordnete Gerichte
Dem Amtsgericht Waldkirch unmittelbar übergeordnet ist das Landgericht Freiburg. Zuständiges Oberlandesgericht ist das Oberlandesgericht Karlsruhe und in Zivilsachen seine Außensenate in Freiburg. Oberstes Gericht ist der Bundesgerichtshof.